# Синий воротничок

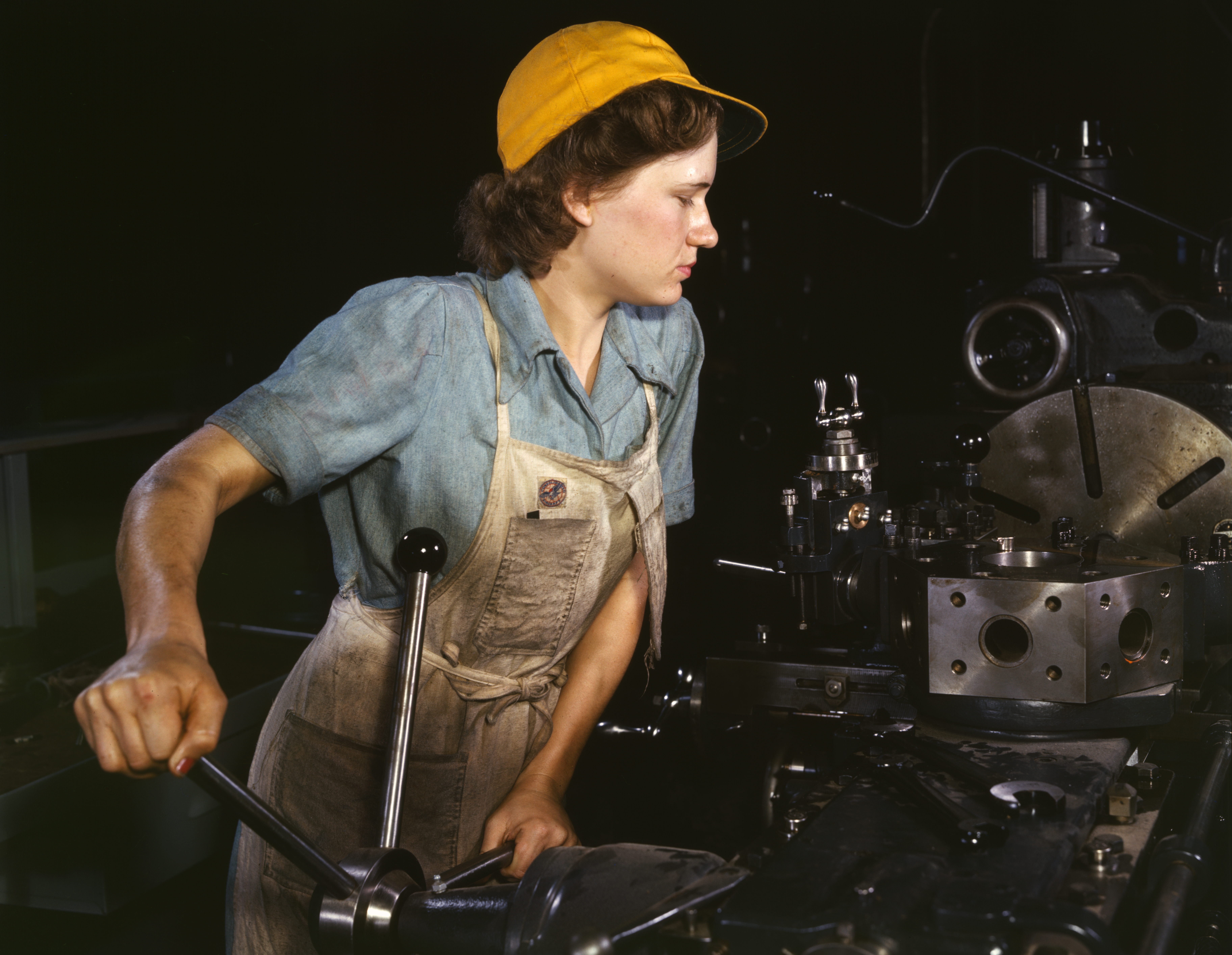
Женщина-токарь.

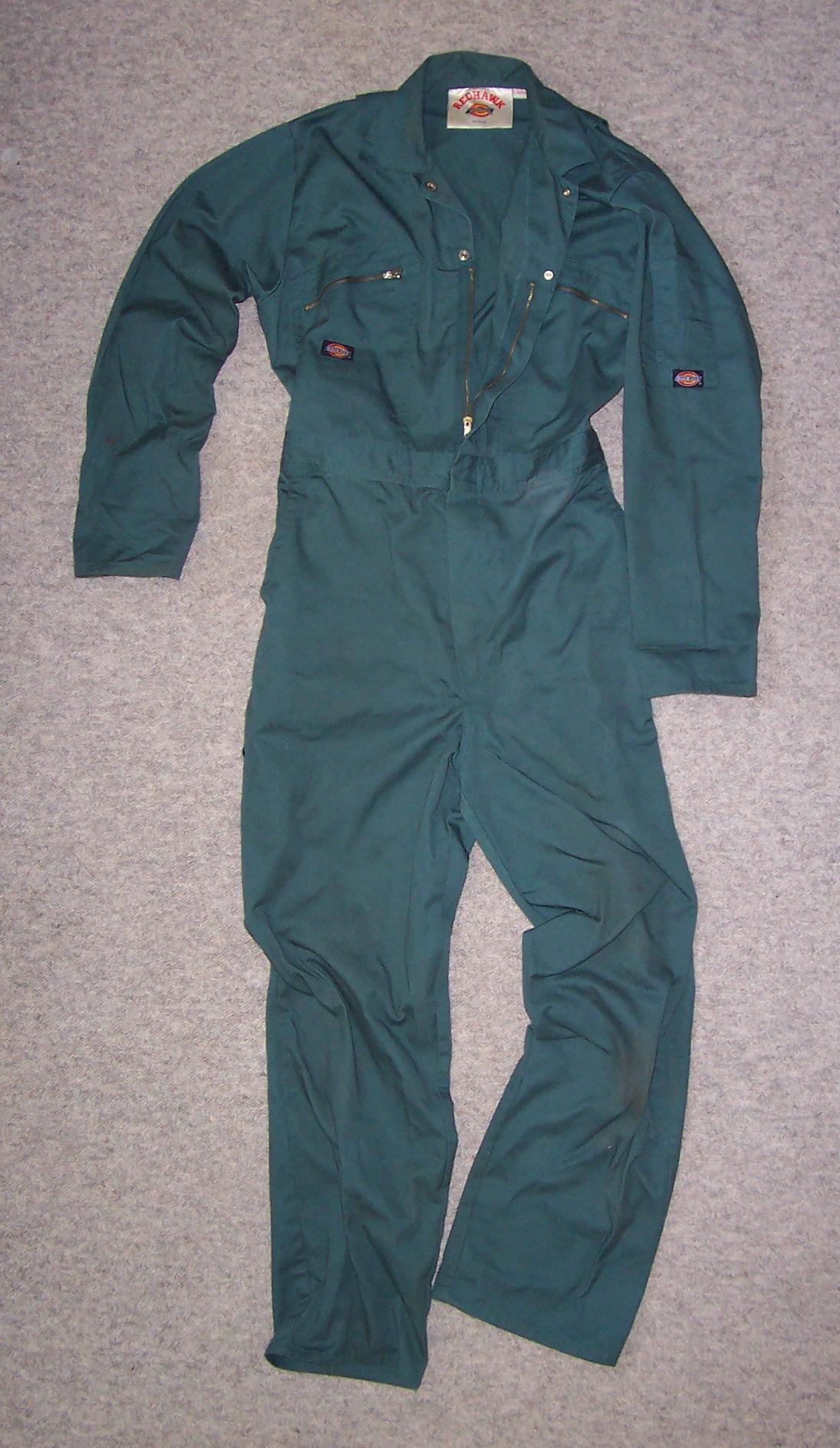
Синий комбез.

«Синий воротничок» (дословно с англ. blue-collar worker), Синие воротнички — понятие (термин), на Западе, толерантной социальной стратификации обозначающее принадлежность наёмного работника к рабочему классу, представители которого, как правило, заняты тяжёлым физическим трудом, с почасовой оплатой труда.
Термин появился в первой половине XX столетия, в Северной Америке где специальная одежда рабочих включала рубашки и комбинезоны из плотной хлопковой ткани тёмно-синих расцветок (джинсы).

## История
После Октябрьской революции в России во всём мире наступила эпоха значительных перемен. Принятая в общественных науках система деления на сословия, классы и пр. некоторыми авторами в разных странах стала заменяться на другие определения. Так, на Западе появилась цветовая система деления пролетариата на «белые», «синие» и т. д. «воротнички». Создание термина «белые воротнички» приписывают американскому писателю Эптону Синклеру, который так образно называл работников разных видов конторского (офисного) труда (клерков, администраторов и «мелких» управленцев) в 1930-е годы, хотя упоминания «лёгкой работы и белого воротничка» появляются уже в 1911 году. Примеры использования словосочетания в 1920-е годы включают статью в «Wall Street Journal», которая гласит: «Движение из средних школ на сталелитейные заводы необычно, поскольку мальчики раньше стремились к работе белых воротничков».
Социально-профессиональная группа «синие воротнички» — рабочие, непосредственно занятые на промышленном производстве — некоторыми противопоставляются работникам сферы услуг и «белым воротничкам», которые не занимаются физическим трудом.
«Синие воротнички» на Западе могут быть квалифицированными или нет и, как правило, работают на промышленных предприятиях, шахтах, стройках и так далее.
Экономические изменения на рубеже XX—XXI столетий привели к размытию границ между умственным и физическим трудом, а также возросла доля занятых в сфере услуг и управления, в связи с чем «воротнички» утратили черты обособленной социальной группы.